# Blechum linnaei
Blechum linnaei är en akantusväxtart som beskrevs av Christian Gottfried Daniel Nees von Esenbeck. Blechum linnaei ingår i släktet Blechum och familjen akantusväxter. Inga underarter finns listade i Catalogue of Life.